# Maison de Balzac
Pour les articles homonymes, voir Balzac.
La Maison de Balzac est un pavillon abritant un musée consacré à Honoré de Balzac situé dans le 16e arrondissement de Paris.
Il s'agit d'un des quatorze musées de la ville de Paris gérés depuis le 1er janvier 2013 par l'établissement public administratif Paris Musées.

## Accès

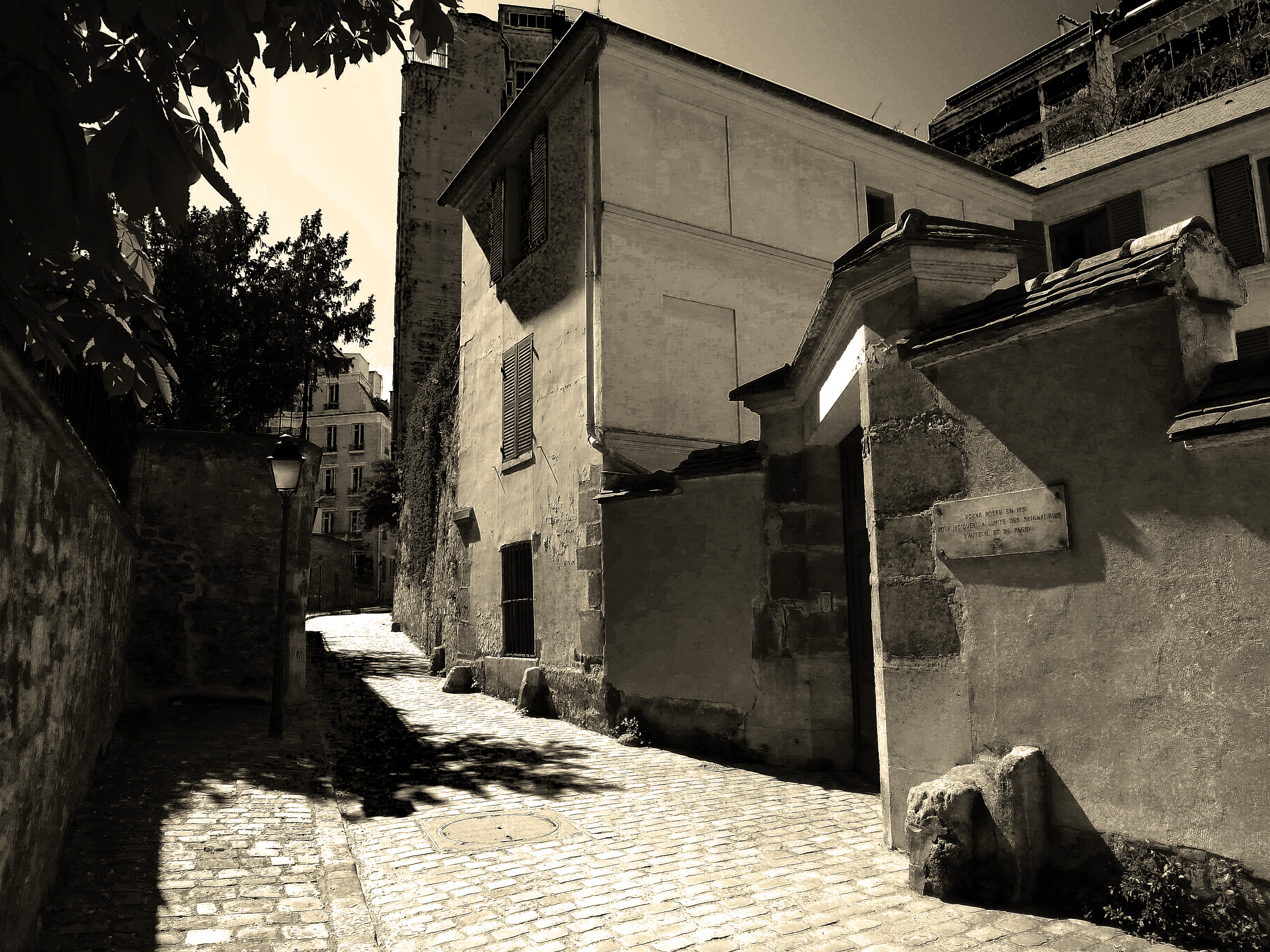
La Maison de Balzac, côté rue Berton (numéro 24) ; la pierre à droite, sur le mur d'enceinte de la Maison de Balzac, marquait la limite entre les villages de Passy et d'Auteuil (plaque).

Le musée se trouve 47, rue Raynouard (partie haute, le site étant en dénivelé) et 24, rue Berton (partie basse). L'accès au public se fait par la rue Raynouard.
Le site est desservi par les lignes de métro 6 à la station Passy et 9 à la station La Muette.

## Histoire de la maison
L'écrivain Honoré de Balzac (1799-1850) vécut de 1840 à 1847 dans cette maison de Passy, sous le pseudonyme de « monsieur Breugnol » pour fuir ses créanciers. Cette maison présentait en effet l'avantage d'avoir deux entrées, dans deux rues différentes, la rue Raynouard et la rue Berton.
Le bâtiment est alors un cinq pièces, survivance de l'ancienne folie d'un hôtel particulier, loué à l'époque à des gens modestes. Honteux de cette condition, Balzac y reçoit peu mais travaille beaucoup, suivant un rythme particulier : éclairé aux chandelles, il commence à écrire à minuit et ce jusque dix-huit heures, se rassasiant de café noir.
Il a résidé dans de nombreux endroits de Paris mais cette maison est son unique demeure qui a subsisté jusqu'à nos jours.

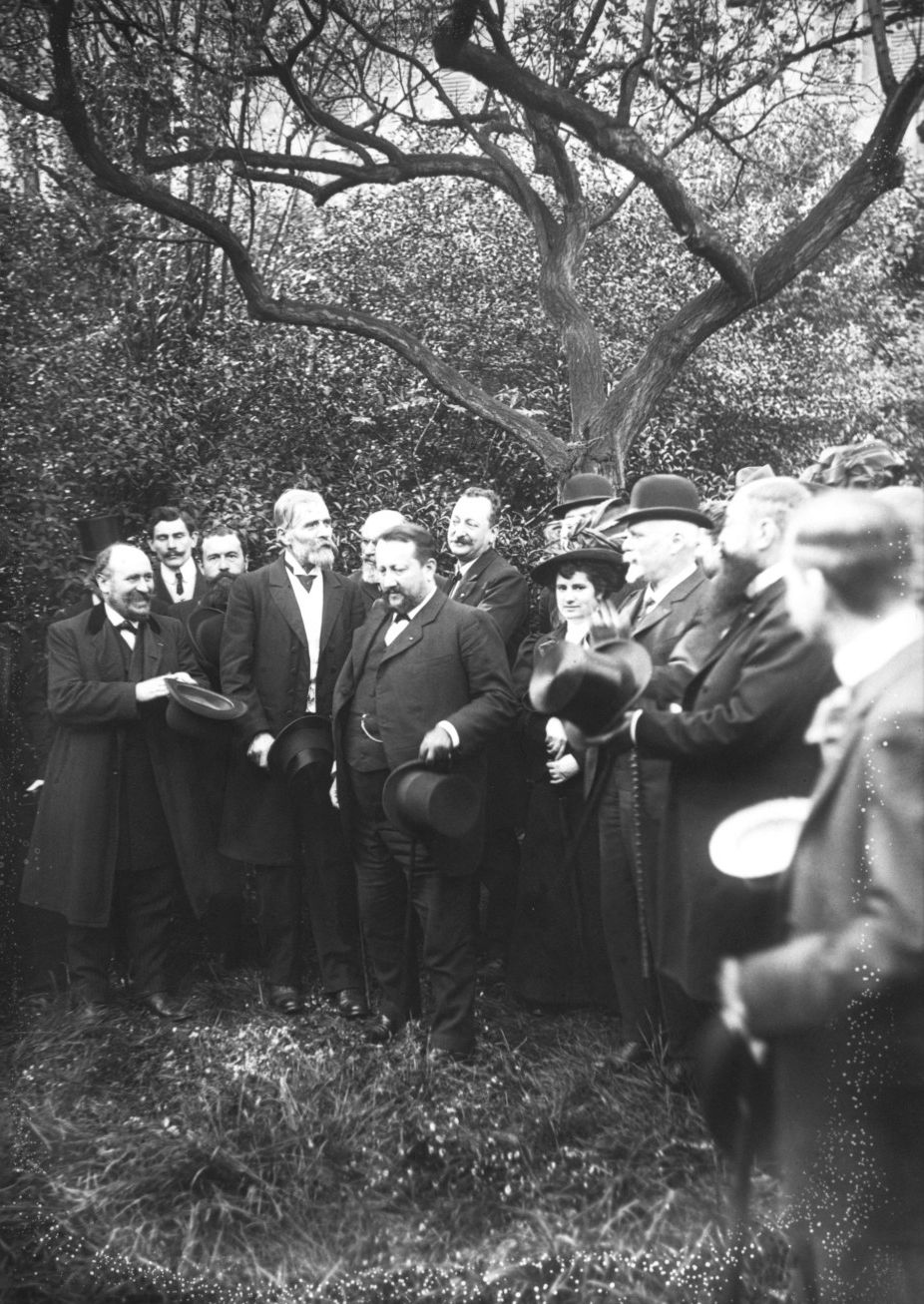
Ouverture du musée Balzac à Passy, le 16 mai 1908, Léon Maillard et Louis Baudier de Royaumont.

Louis Baudier de Royaumont loue l'ancien appartement de Balzac à partir du 16 mai 1908 et le transforme en un musée avec l'aide de Léon Maillard ; le lieu est inauguré officiellement le 16 juillet 1910, en présence d'Edmond Haraucourt, représentant le ministre des Beaux-Arts.
Le pavillon en lui-même est classé aux monuments historiques par un arrêté du 3 mai 1913, puis les terrains ayant fait partie de son jardin sont inscrits par un arrêté du 13 mars 1944.
Les terrains attenants aux 43-45, rue Raynouard sont acquis par la ville de Paris en 2002 afin d'étendre le musée, trop à l'étroit. Mais les difficultés de réalisation poussent la municipalité à renoncer au projet et à mettre en vente ces parcelles, chose que critique le maire du 16e arrondissement Claude Goasguen, qui regrette de voir la mairie centrale « mettre en vente un patrimoine municipal exceptionnel au cœur de Passy », et des inquiétudes de la part de l'historien de l'art Didier Rykner dans La Tribune de l'art, les parcelles concernées n'étant pas protégées et pouvant potentiellement faire l'objet d'un projet immobilier détruisant le site.
Le 23 juillet 2019 le musée rouvre, après des travaux réalisés sur son emprise inchangée, avec une mise en accessibilité aux personnes handicapées, la création d’un café et d'un espace d’accueil et le réaménagement du jardin et du parcours permanent.
Afin de mettre le musée en valeur, un prix Balzac est créé en 2021 à l'initiative du maire du 16e arrondissement Francis Szpiner. Le journaliste et écrivain Pierre Assouline est choisi pour présider le jury qui vise à récompenser « une œuvre de fiction contemporaine écrite non pas "à la manière de Balzac" mais dont on reconnaît l'empreinte balzacienne sur l'auteur ». Le premier lauréat est Giuliano da Empoli pour Le Mage du Kremlin.

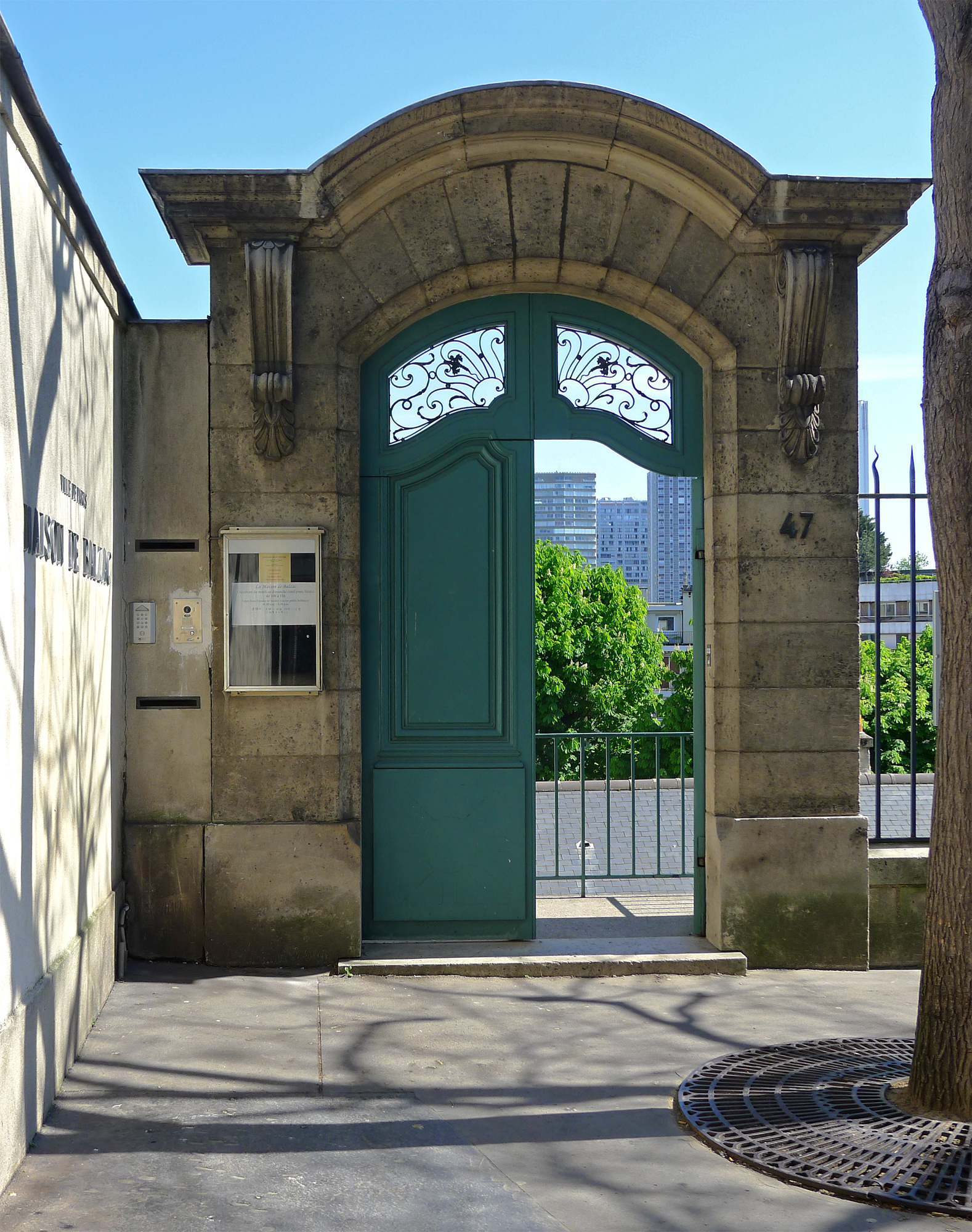
Portail historique.
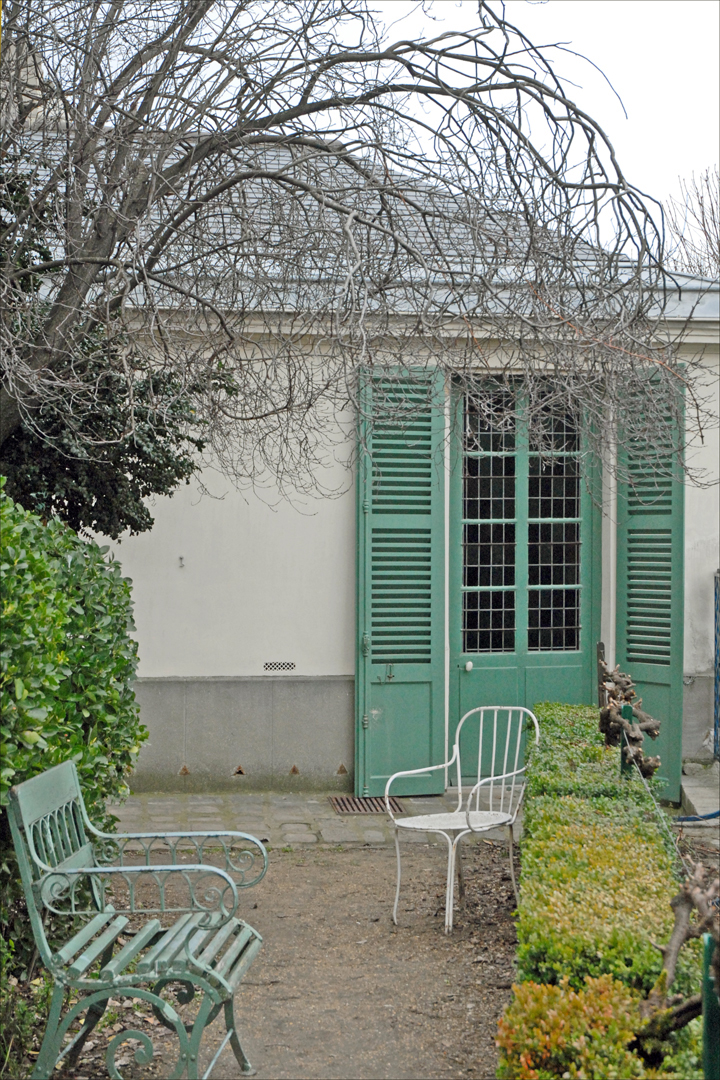
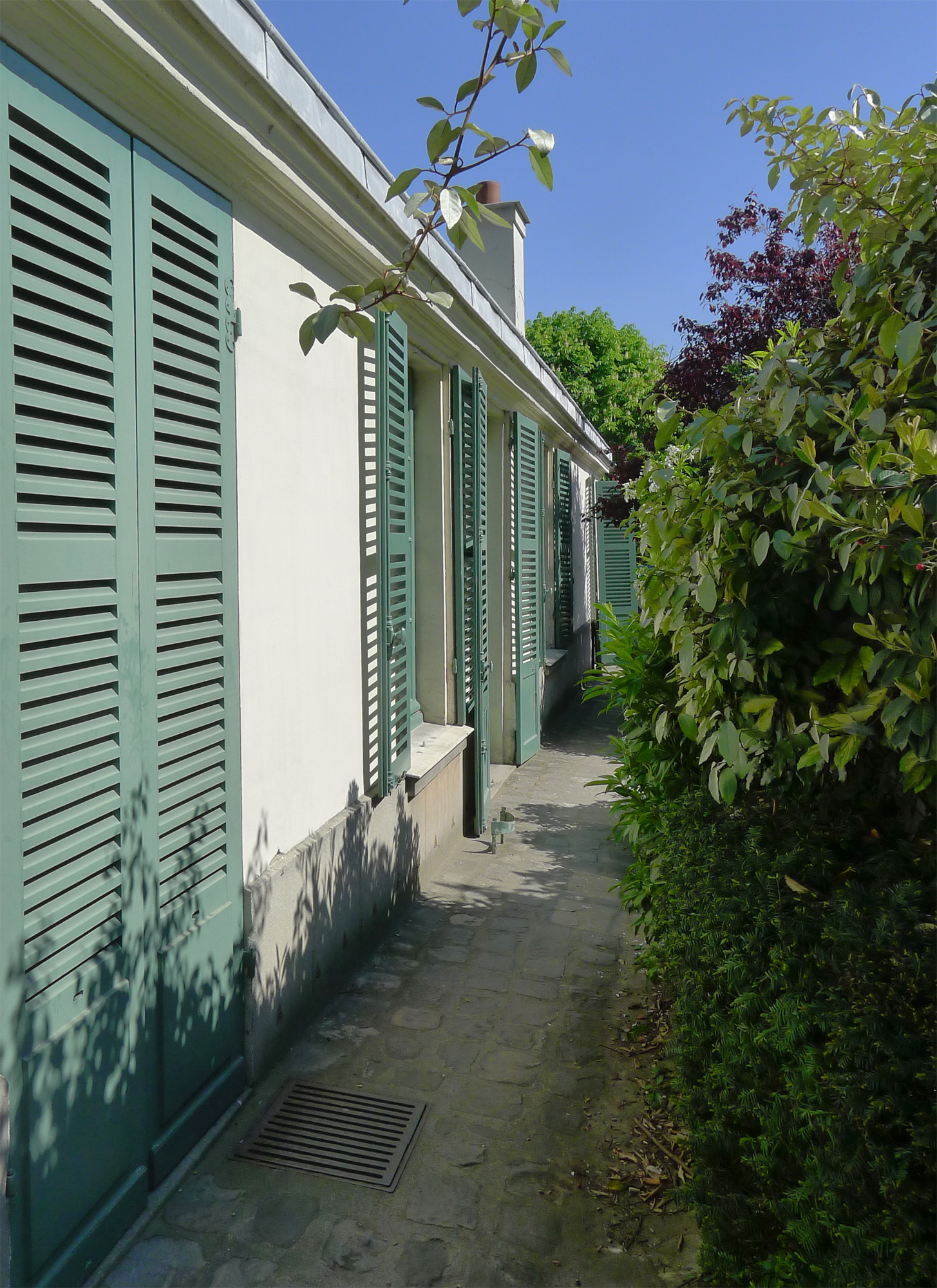
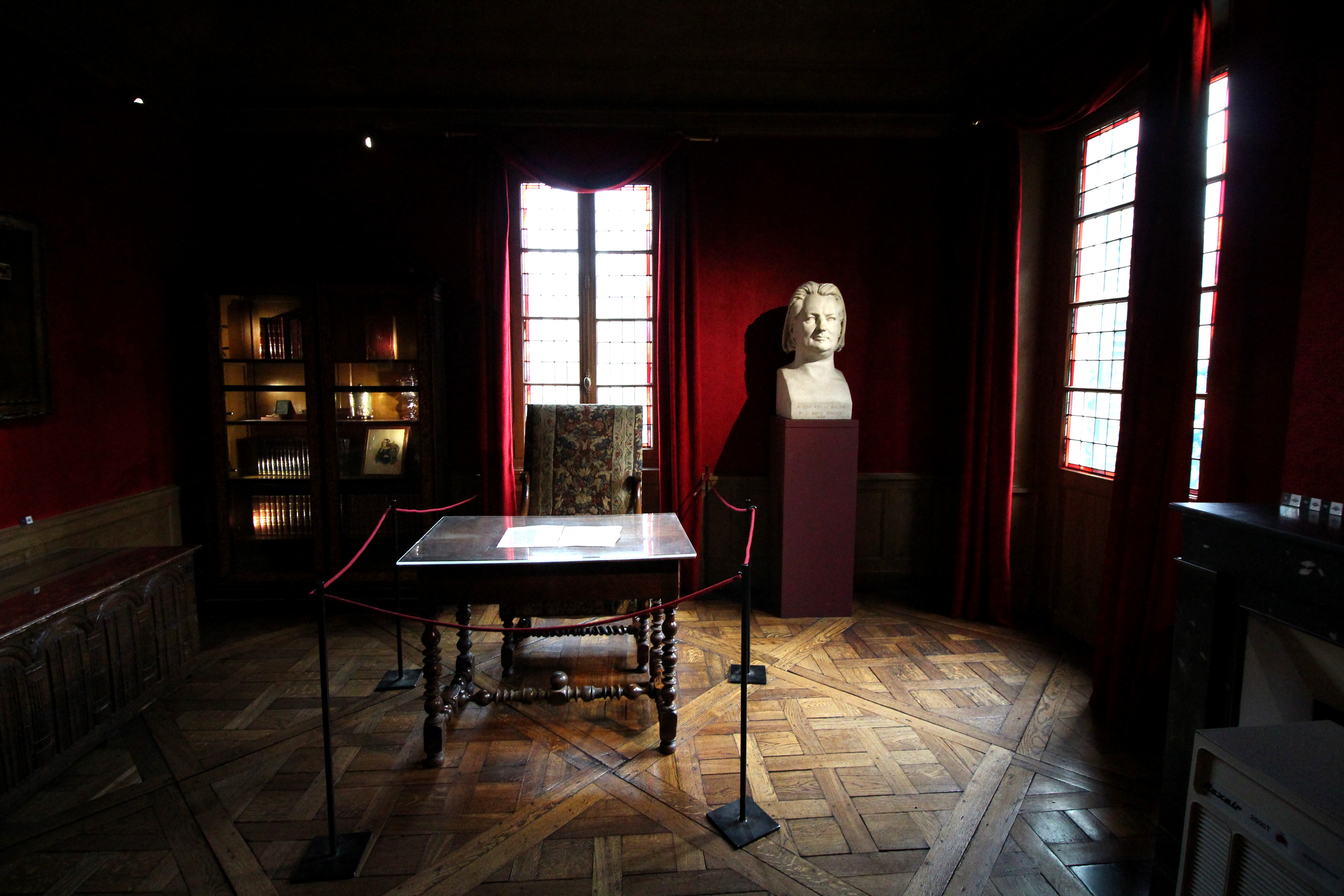
Bureau.
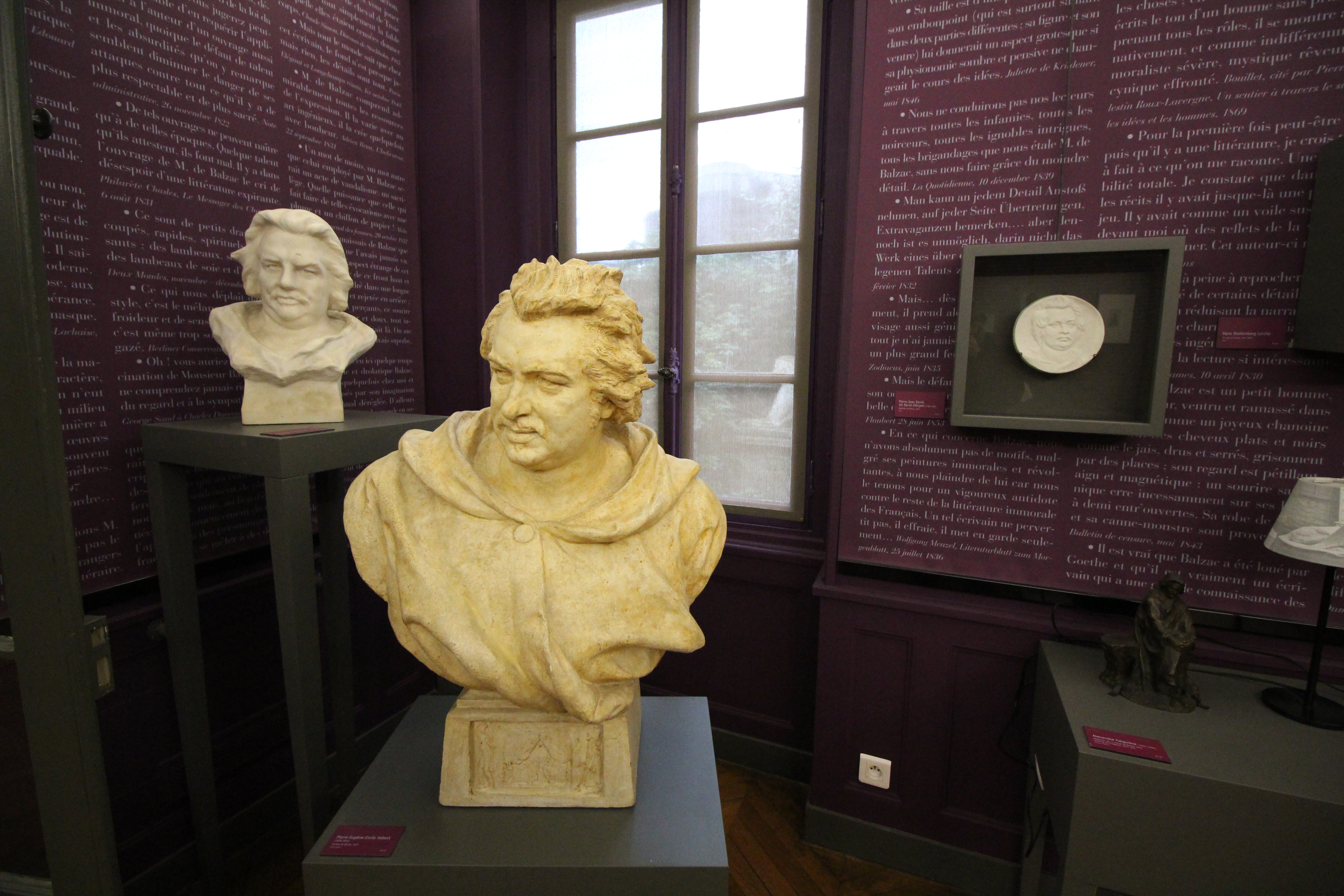
Bustes (derrière, le buste réalisé par Falguière).
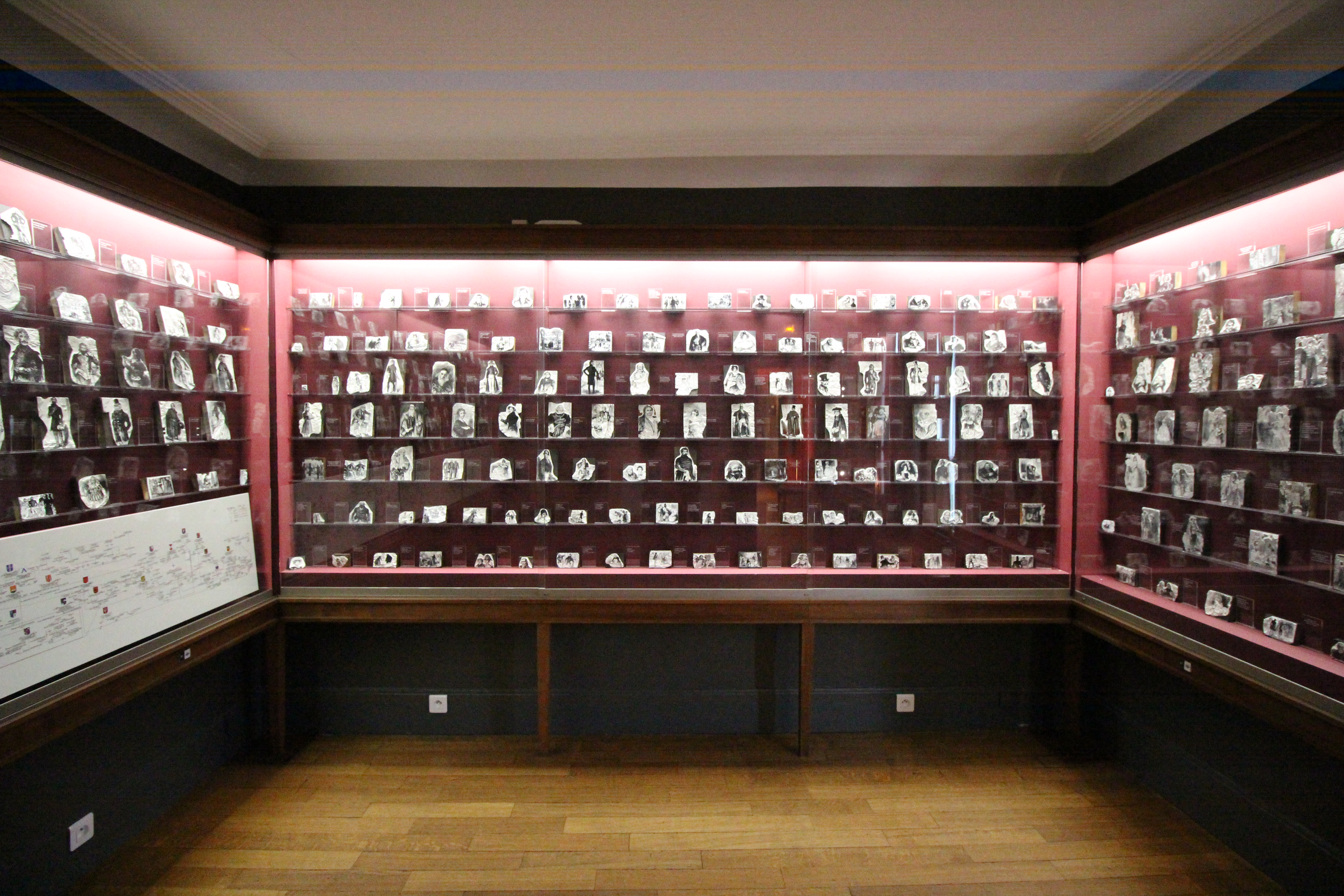
Galerie de personnages de la Comédie humaine.

## Collections du musée
La Maison de Balzac est un musée gratuit. Actuellement, on y trouve les documents de l'auteur, ses manuscrits, lettres autographes, éditions rares, quelques traces de ses excentricités comme la fameuse canne à turquoises, et sa cafetière avec les initiales « HB ». Des toiles acquises par l’auteur, grand amateur d’art, sont également présentes dans les différentes pièces. Dans son bureau, sa chaise et sa petite table de travail.
Dans une autre pièce, on découvre de nombreuses pages d’épreuves corrigées par Balzac. Il corrigea dans cette maison l’intégralité de La Comédie humaine et écrivit plusieurs autres de ses romans, notamment Une ténébreuse affaire. Une généalogie des personnages de La Comédie humaine est à la disposition du public, sous forme d'un tableau long de 14,50 m où sont référencés 1 000 personnages sur les 6 000 que compte La Comédie humaine. On peut en acheter une copie repliable.
Au sous-sol, une salle propose des bustes de Balzac réalisés par différents sculpteurs, dont Auguste Rodin.
Outre l'appartement de Balzac, le musée occupe trois niveaux et s'étend sur plusieurs pièces et dépendances autrefois occupées par d’autres locataires.
Depuis 1997, le musée a développé un fonds autour de Théophile Gautier, grand ami et admirateur de Balzac.
Un livret-animation, mis au point pour les enfants à partir de 8-9 ans, est à la disposition des jeunes visiteurs. Avec La Canne de Monsieur Balzac, chaque étape leur raconte la vie de l'écrivain, avec des énigmes à résoudre. On leur fait aussi découvrir ces lieux où il faut « descendre pour aller à l'étage » puisque la maison est sur un terrain en pente.
Le musée fait partie des musées de la ville de Paris et a reçu le label musée de France.

## Bibliothèque
Musée littéraire, la Maison de Balzac dispose d'une bibliothèque dotée d'un important fonds patrimonial, constitué autour des éditions des œuvres d'Honoré de Balzac et de Théophile Gautier ainsi que de la littérature contemporaine en rapport avec ces deux écrivains : 
- éditions originales et successives (notamment illustrées, entre autres par Charles Genty), y compris les éditions populaires, les éditions critiques et les traductions ;
- ouvrages reliés, annotés ou dédicacés par Balzac ;
- livres imprimés par Balzac ;
- physiologies, codes et manuels ;
- journaux du XIXe siècle ;
- reliures et illustrations de l'époque romantique.

La bibliothèque propose aussi un fonds documentaire comportant les études critiques consacrées aux deux écrivains, à l'art et à la littérature à l'époque du romantisme et, plus généralement, au XIXe siècle français. Située au niveau inférieur du musée, la bibliothèque est accessible à toute personne intéressée par ses collections : élèves, étudiants, amateurs, chercheurs, spécialistes du XIXe siècle.

## Représentations théâtrales à la Maison de Balzac
- 1993 : La Muse du département
- 1994 et 1999 : Mémoires de deux jeunes mariées
- 1998 : Eugénie Grandet ou l’Histoire d’une vie immobile
- 2012 : Séraphîta, adaptation et mise en scène par Ouriel Zohar, avec Barbara Heman[10]

## Exposition
Entre septembre et octobre 2021, le musée organise une exposition sur le film Illusions perdues de Xavier Giannoli, présentant notamment des accessoires et des costumes du long-métrage,.

## Jardin
Le jardin d'une superficie de 650 m2 est accessible, autrefois par un escalier longeant le bâtiment, depuis les travaux de 2019 par un nouvel édifice contemporain doté d'un ascenseur. On peut admirer la tour Eiffel dans le silence. Balzac a décrit ce jardin en évoquant la présence de nombreux tilleuls et arbres fruitiers. Des chaises et des bancs invitent les visiteurs à se poser pour prendre le temps de profiter de la quiétude de l’endroit. D’ailleurs, certains riverains viennent à la Maison de Balzac juste pour s’asseoir sur les bancs et lire tranquillement à l’ombre des arbres.

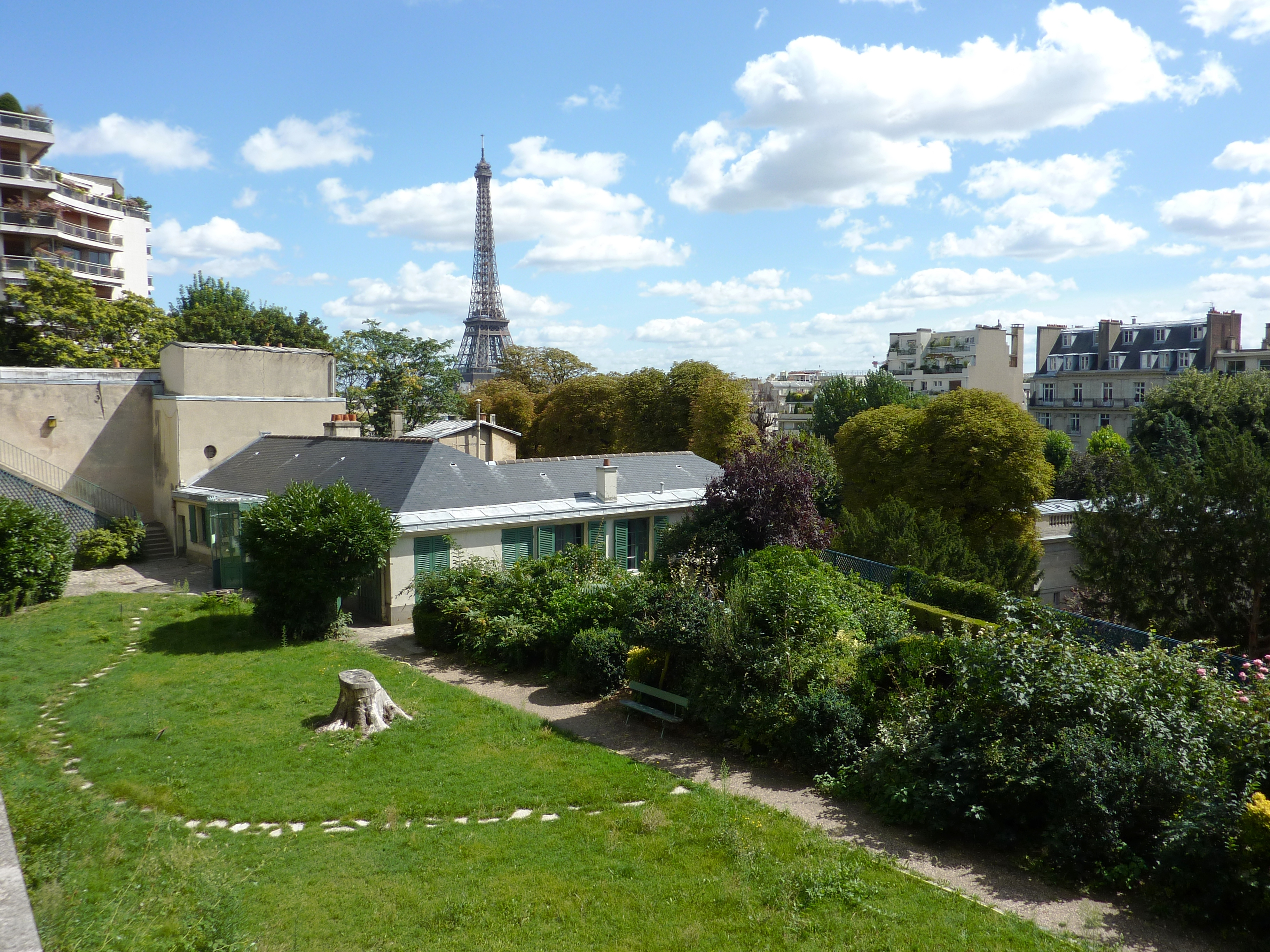
Le jardin en été.
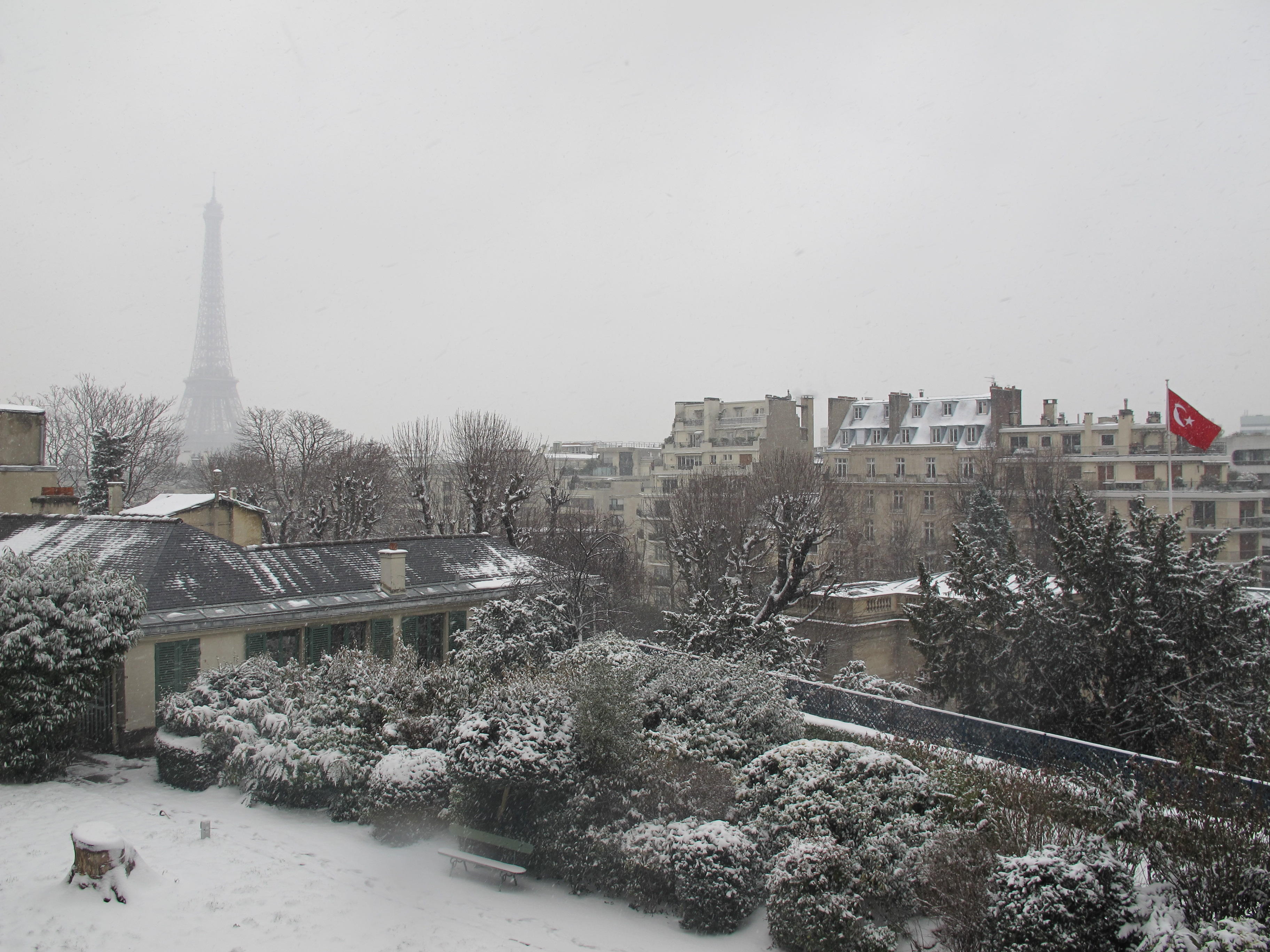
Le jardin sous la neige (à droite, drapeau de l'ambassade de Turquie).
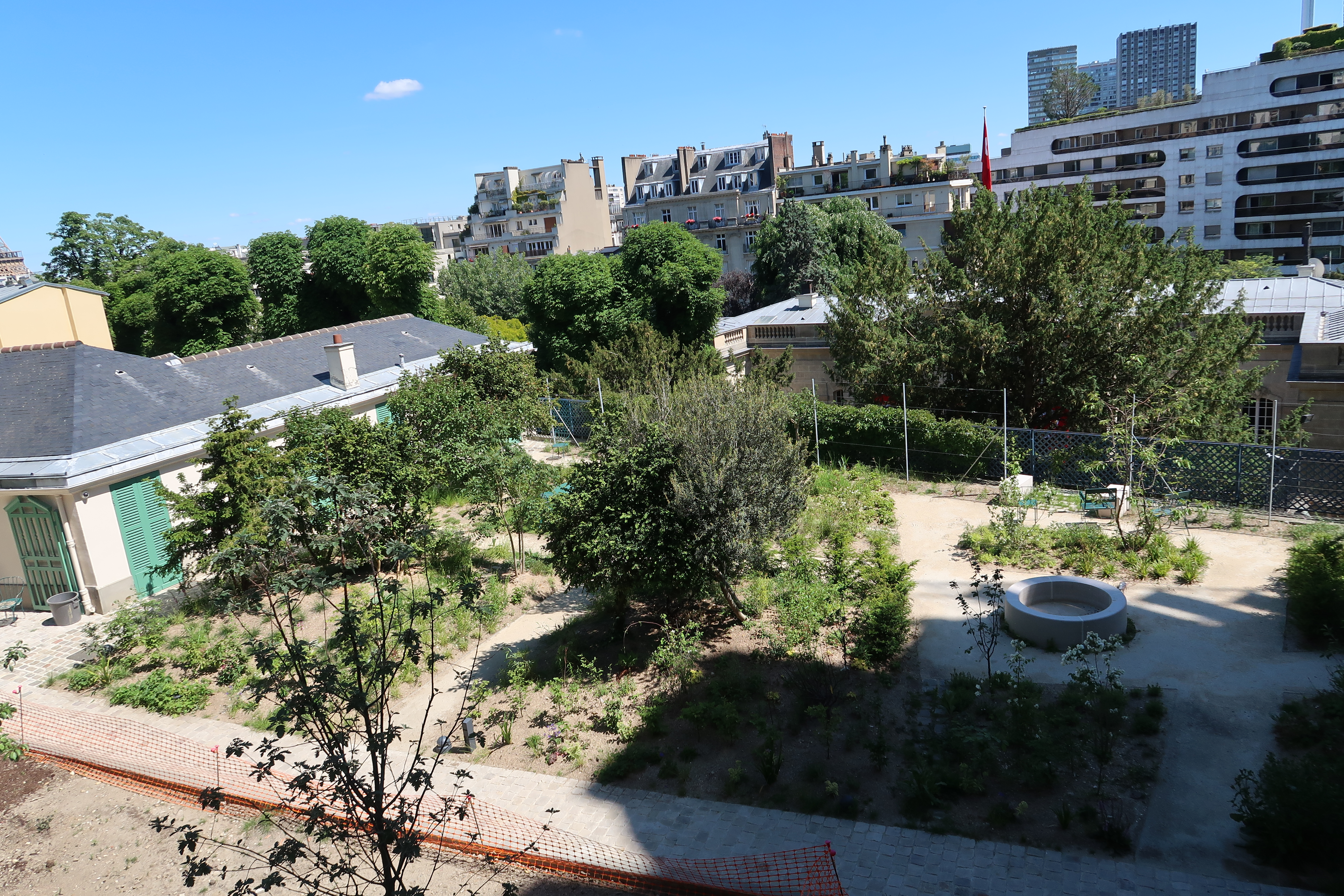
Détail du jardin.
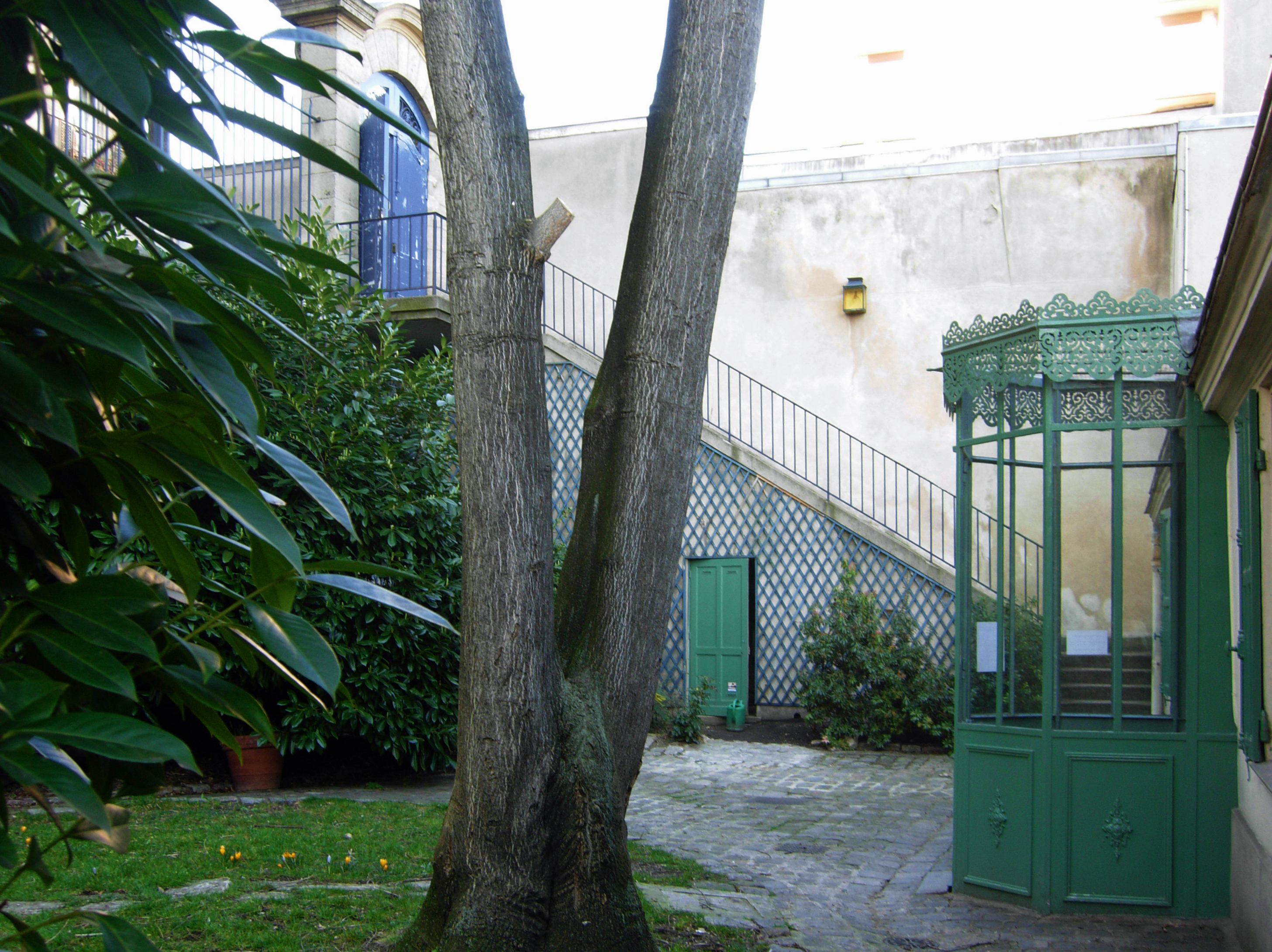
Ancienne entrée du musée par l'escalier depuis la rue Raynouard.
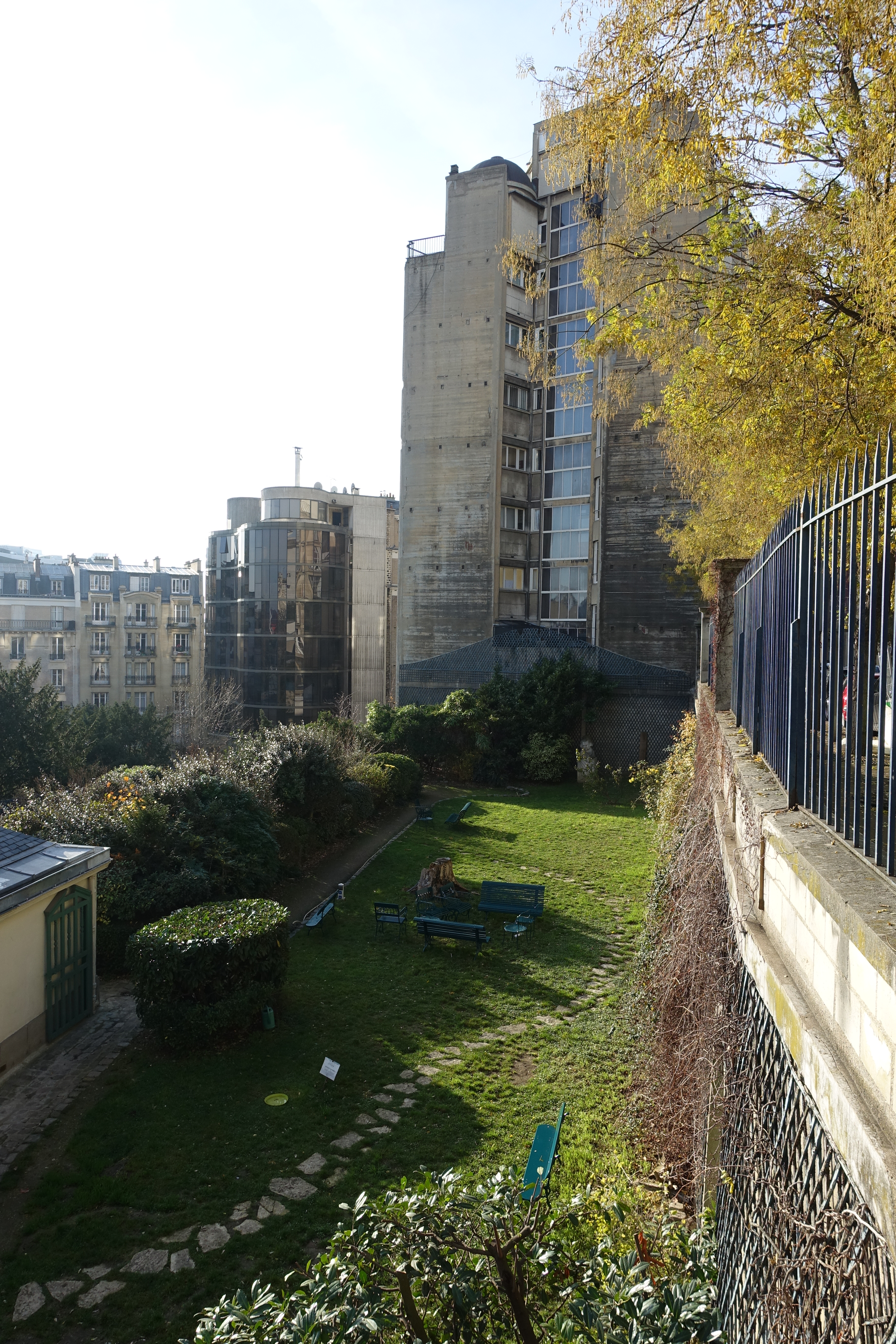
Le jardin avant l'installation, au fond, de la nouvelle entrée.
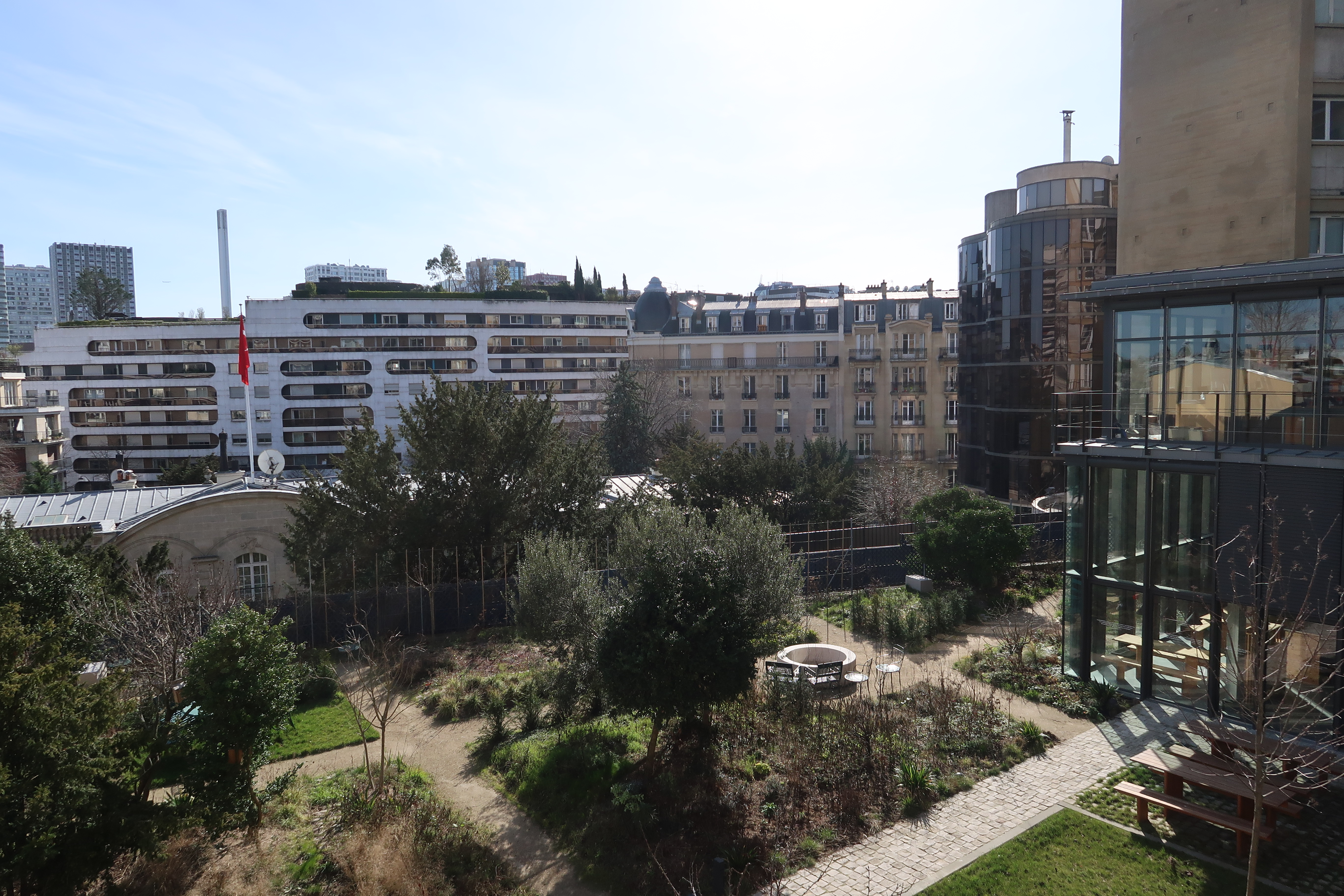
Le jardin après l'installation de la nouvelle entrée.
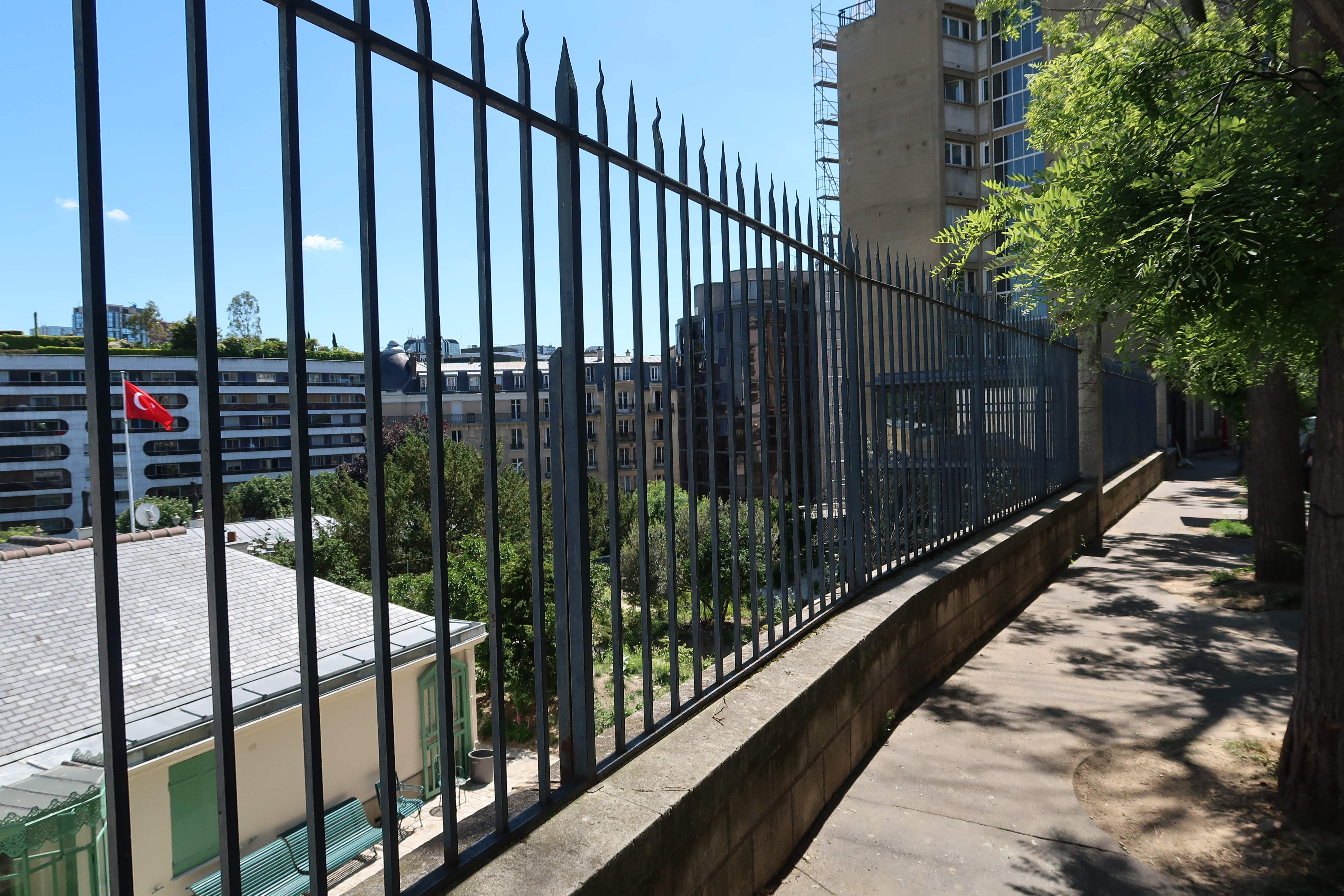
Grilles surplombant le jardin.
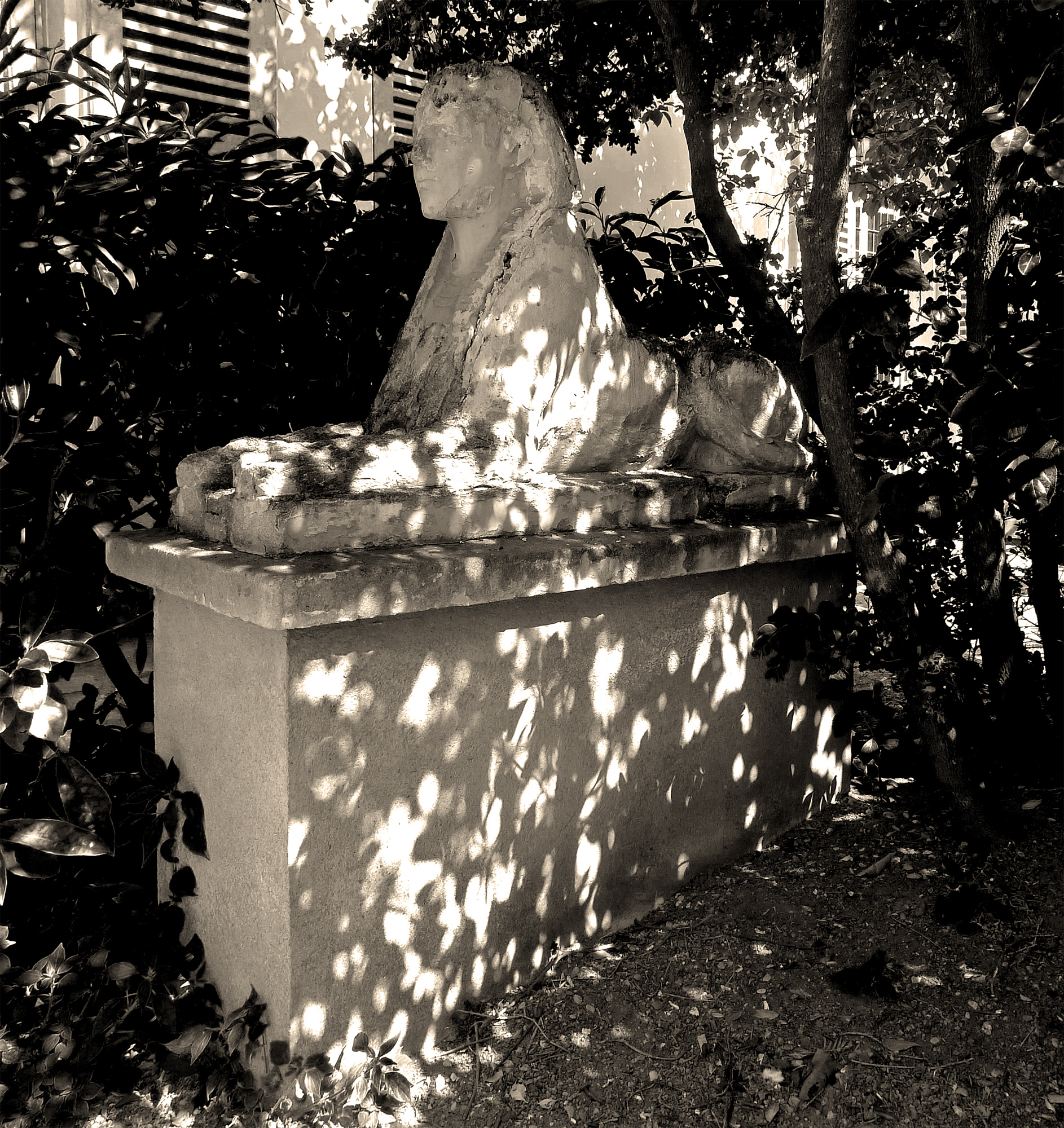
Statue de sphinx.

## Dans la littérature
Dans Le Flâneur des deux rives (1918), le poète Guillaume Apollinaire écrit : « L’entrée principale qui mène à cette maison se trouve dans un immeuble de la rue Raynouard. Il faut descendre deux étages et, grâce à l’obligeance de feu M. de Royaumont, conservateur du musée de Balzac, on pouvait sinon descendre l’escalier même que prenait Balzac pour aller rue Berton et qui est maintenant condamné, du moins prendre un autre escalier qui mène dans la cour que devait traverser le romancier et passer sous la porte qui le faisait déboucher dans la rue Berton ».